# Лин Фолдс Вуд
Лин Фолдс Вуд (енгл. Lynn Faulds Wood; Глазгов, 25. март 1948 — Лондон, 24. април 2020) била је британска ТВ водитељка и новинарка. У својој држави водила је програм Watchdog са сарадником, мужем Џоном Степлтоном.

## Почеци и каријера
Фолдс Вуд је рођена у Глазгову и одрасла је у Лок Ломондсајду. Почетке у каријери је имала радећи за Woman (1977—79) IPC Magazines-а, Daily Mail (1979—80), „Lynn's Action Line” The Sun-а (гдје се 100.000 читалаца придружило њеној кампањи да затвори пет маркет „Club Row”, а хиљаде читалаца марширало улицом Даунинг).
Када је „breakfast телевизија” почела да дјелује раних 1980-их, Фолдс Вуд се придружила TV-am-у када се њихов „Consumer Champion” из 1983/84. пребацио на Би-Би-Сијев програм Breakfast Time (1984—1986). Најпознатија је по томе што је претворила Watchdog у серију која се на каналу BBC One емитује у главном термину; водила је емисију од 1985. до 1993. са својим мужем Џоном Степлтоном.
Година 1990-их, Фолдс Вуд је прешла на ITV-ов World In Action, гдје је добила највише публике програмом који истражује GP тренинг код симптома рака, „Doctor Knows Best”, који је имао 10,2 милиона гледалаца. Њено истраживање рака, „Bobby Moore & Me”, имало је 6,5 милиона гледалаца и 28.000 слова. Такође је помогла да се направи први свјетски водич заснован на доказима и повезан с њеним раком, званично усвојен од стране британског Одјељења за здравље 2000.
Године 1990, Фолдс Вуд је имала гостујућу улогу у епизоди French and Saunders (играла је саму себе).
Од 2003. до 2009, била је „Consumer Champion” на GMTV-у. Године 2006, удружила се са водитељком Естер Ранцен и продуцентом серија Робом Ансвортом да би настала Би-Би-Сијева емисија која истражује куповину, Old Dogs, New Tricks. Године 2014, Фолдс Вуд се вратила у Watchdog, уз нову дневну серију на каналу BBC One, Watchdog Test House, коју је представила заједно са Софи Раворт.

## Рад у кампањама
Године 2002, саосновала је Европску коалицију обољелих од рака (енгл. European Cancer Patient Coalition), којом је предсједавала 2003—2010. Помогла је да се оснује „MEPs против рака” и заслужна је што је тема рака дошла на званичну Европску агенду. Године 2009, позвана је да представи нови европски план против рака — Акција против рака — у Бриселу.
Године 2010, Фолдс Вуд је рекла да је разматрала улазак у политику дјеловањем у Парламенту Уједињеног Краљевства на општим изборима. Умјесто тога, остала је активиста кампања за здравље, и даље се редовно појављујући на телевизији и причајући о раку и потрошачким питањима. Предсједавала је британском организацијом „British Standards Institution Consumer and Public Interest Network” до 2013, те радила као предсједник и патрон многих добротворних и здравствених организација, са хонорарним докторатом за услуге повезане са активизмом путем кампања против рака.

## Лични живот
Фолдс Вуд се вјенчала са британским новинаром и телевизијским водитељем Џоном Степлтоном 1977. године; имали су сина, Ника, који је рођен 1987. Пар је живио у Ст. Маргаретсу (Лондон). Преживјела је узнапредовали рак дебелог цријева и рак коже. Крајем децембра 2016, Фолдс Вуд је одбила понуду да постане члан реда MBE (енгл. Member of the Order of the British Empire) на церемонији Новогодишње почасти.
У изјави коју је дала њена породица 24. априла 2020. речено је да је умрла од можданог удара.